# Dong Li
Pour les articles homonymes, voir Li.
Dong Li est une athlète chinoise née en 1989. Spécialiste de l'ultra-trail , elle a remporté 100 Australia en 2015 et terminée deuxième de l'Ultra-Trail World Tour 2015 cette même année. Elle est sponsorisée par Salomon.

## Résultats
| no  | féminin            | Course                                                | Longueur | Départ          | Temps            |
| --- | ------------------ | ----------------------------------------------------- | -------- | --------------- | ---------------- |
| 28e | Médaille d'argent  | Hong Kong 100                                         | 100 km   | 17 janvier 2015 | 12 h 39 min 54 s |
| 12e | Médaille d'argent  | Championnats d'Asie de skyrunning - Ultra SkyMarathon | 50 km    | 7 février 2015  | 6 h 0 min 49 s   |
| 29e | Médaille de bronze | Transgrancanaria                                      | 125 km   | 6 mars 2015     | 18 h 15 min 55 s |
| 29e | Médaille d'or      | Ultra-Trail Australia                                 | 100 km   | 16 mai 2015     | 11 h 05 min 22 s |
| 25e | Médaille d'or      | Hong Kong 100                                         | 100 km   | 23 janvier 2016 | 12 h 05 min 32 s |